# Aviònica modular integrada
L'aviònica modular integrada (IMA) són sistemes aerotransportats de xarxa informàtica en temps real. Aquesta xarxa consta d'una sèrie de mòduls informàtics capaços de suportar nombroses aplicacions de diferents nivells de criticitat.
En oposició a les arquitectures federades tradicionals, el concepte IMA proposa una arquitectura integrada amb programari d'aplicació portàtil a través d'un conjunt de mòduls de maquinari comuns. Una arquitectura IMA imposa múltiples requisits al sistema operatiu subjacent.

## Història
Es creu que el concepte IMA es va originar amb el disseny d'aviònica dels avions de caça de quarta generació. S'ha utilitzat en caces com F-22 i F-35, o Dassault Rafale des de principis dels anys 90. Els esforços d'estandardització estaven en curs en aquest moment (vegeu ASAAC o STANAG 4626), però aleshores no es van emetre documents finals.

## Arquitectura
- Com que l'estructura de la xarxa de mòduls està unificada, és obligatori utilitzar una API comuna per accedir al maquinari i als recursos de xarxa, simplificant així la integració de maquinari i programari.
- El concepte IMA també permet als desenvolupadors d'aplicacions centrar-se en la capa d'aplicació, reduint el risc d'errors a les capes de programari de nivell inferior.
- Com que els mòduls sovint comparteixen una gran part de la seva arquitectura de maquinari i programari de nivell inferior, el manteniment dels mòduls és més fàcil que amb arquitectures específiques anteriors.
- Les aplicacions es poden reconfigurar en mòduls de recanvi si el mòdul primari que les admet es detecta defectuós durant les operacions, augmentant la disponibilitat global de les funcions d'aviònica.

La comunicació entre els mòduls pot utilitzar un bus d'ordinador intern d'alta velocitat o pot compartir una xarxa externa, com ara ARINC 429 o ARINC 664 (part 7).
No obstant això, s'afegeix molta complexitat als sistemes, que requereixen, per tant, nous enfocaments de disseny i verificació, ja que aplicacions amb diferents nivells de criticitat comparteixen recursos de maquinari i programari com ara programacions de CPU i xarxa, memòria, entrades i sortides. La partició s'utilitza generalment per ajudar a segregar aplicacions de criticitat mixta i, per tant, facilitar el procés de verificació.
ARINC 650 i ARINC 651 proporcionen estàndards de maquinari i programari d'ús general utilitzats en una arquitectura IMA. Tanmateix, s'han estandarditzat parts de l'API implicades en una xarxa IMA, com ara:

## Consideracions de certificació
RTCA DO-178C i RTCA DO-254 són la base per a la certificació de vol avui, mentre que DO-297 ofereix una guia específica per a l'aviònica modular integrada. ARINC 653 contribueix proporcionant un marc que permet que cada bloc de construcció de programari (anomenat partició) de l'aviònica modular integrada general sigui provat, validat i qualificat de manera independent (fins a una certa mesura) pel seu proveïdor.
El document de posició FAA CAST-32A proporciona informació (no orientació oficial) per a la certificació de sistemes multinucli, però no aborda específicament l'IMA amb multinucli. Un document d'investigació de VanderLeest i Matthews aborda la implementació dels principis IMA per a multicore"

## Exemples d'arquitectura IMA
Exemples d'aviònica d'aeronaus que utilitza l'arquitectura IMA:
- Airbus A220: Rockwell Collins Pro Line Fusion
- Airbus A350
- Airbus A380[5][6]
- Airbus A400M
- ATR 42
- ATR 72
- BAE Hawk (Hawk 128 AJT)
- Boeing 777: inclou aviònica AIMS de Honeywell Aerospace
- Boeing 777X: inclourà el Common Core System de GE Aviation
- Boeing 787: GE Aviation Systems (anteriorment Smiths Aerospace) L'arquitectura IMA s'anomena Common Core System[5][7]
- Bombardier Global 5000/6000 : Rockwell Collins Pro Line Fusion
- COMAC C919
- Dassault Falcon 900, Falcon 2000 i Falcon 7X: L'arquitectura IMA d'Honeywell s'anomena MAU (Unitats d'Aviònica Modular) i la plataforma general s'anomena EASy[8]
- F-22 Raptor
- Gulfstream G280: Rockwell Collins Pro Line Fusion
- Gulfstream G400, G500, G600, G700, G800, Xarxa de concentració de dades (DCN)[9]
- Rafale: L'arquitectura IMA de Thales s'anomena MDPU (Unitat de processament de dades modular)[10][11]
- Sukhoi Superjet 100